# Impatiens nana
Impatiens nana är en balsaminväxtart som beskrevs av Adolf Engler och Warb. Impatiens nana ingår i släktet balsaminer, och familjen balsaminväxter. Inga underarter finns listade i Catalogue of Life.